# Battaglia della baia di Mobile
La Battaglia di Mobile Bay del 5 agosto 1864 fu uno scontro navale e terrestre della Guerra civile americana in cui una flotta dell'Unione comandata dal Contrammiraglio David G. Farragut, assistito da un contingente di soldati, attaccò una flotta confederata più piccola guidata da Ammiraglio Franklin Buchanan e tre forti che proteggevano l'ingresso di Mobile Bay: Morgan, Gaines e Powell. L'ordine di Farragut di "Accidenti ai siluri! Quattro campane. Capitano Drayton, vai avanti! Jouett, a tutta velocità!" divenne famoso parafrasando "Accidenti ai siluri, avanti a tutta velocità!"
La battaglia fu segnata dalla corsa apparentemente avventata ma riuscita di Farragut attraverso un campo minato che aveva appena conquistato uno dei suoi corazzata monitor, consentendo alla sua flotta di andare oltre la portata di i cannoni da terra. Ciò fu seguito da una riduzione della flotta confederata a un'unica nave, la corazzata CSS Tennessee.
Il Tennessee ha proceduto ad ingaggiare l'intera flotta del Nord. L'armatura del Tennessee le ha permesso di infliggere più danni di quanti ne abbia subiti, ma non è riuscita a superare lo squilibrio numerico. Alla fine fu ridotta a una carcassa immobile e si arrese, ponendo fine alla battaglia. Senza la Marina a sostenerli, anche i tre forti si arresero in pochi giorni. Il controllo completo della parte inferiore di Mobile Bay passò così alle forze dell'Unione.
Mobile era stato l'ultimo porto importante sul Golfo del Messico a est del fiume Mississippi rimasto in possesso confederato, quindi la sua chiusura fu il passo finale per completare il blocco in quella regione.
Questa vittoria dell'Unione, insieme alla cattura di Atlanta, fu ampiamente coperta dai giornali dell'Unione e costituì un impulso significativo per le candidatura di Abraham Lincoln per la rielezione tre mesi dopo la battaglia. Questa battaglia si concluse come l'ultimo scontro navale nello stato dell'Alabama durante la guerra. Sarebbe anche l'ultimo impegno conosciuto dell'ammiraglio Farragut.